# Defected
Defected ist ein Londoner House-Label.

## Geschichte
Defected wurde 1999 gegründet von Simon Dunmore, dem ehemaligen A&R von Cooltempo und dem Dance-Label AM:PM. Mit dem Verkauf von AM:PM an Universal gründete Dunmore sein eigenes House-Label. Mit Acts wie Roger Sanchez, Bob Sinclar oder The Shapeshifters erreichte man regelmäßig die UK-Single-Charts.
Die Booking-Agentur ist das zweite wirtschaftliche Standbein des Unternehmens. Regelmäßige Nächte finden im Ministry of Sound und Printworks sowie auf Ibiza statt. Das Label hostet außerdem Slots auf internationalen Festivals sowie Radioshows. Seit 2016 findet jährlich ein mehrtägiges Festival in Kroatien statt.
2019 wurde das 20-jährige Bestehen mit einem Open-Air-Festival im Londoner Central Park in Dagenham gefeiert.

## Künstler (Auswahl)
- A.T.F.C.
- CamelPhat
- DJ Gregory
- Dennis Ferrer
- Ray Foxx
- Funkerman
- Junior Jack
- Kings of Tomorrow
- Lenny Fontana
- Masters at Work
- Purple Disco Machine
- Terrence Parker
- Roger Sanchez
- Shakedown
- The Shapeshifters
- Bob Sinclar
- Martin Solveig
- Soulsearcher
- Storm Queen